# Acts of God
Acts of God è l'undicesimo album in studio del gruppo death metal statunitense Immolation, pubblicato nel 2022.

## Tracce
1. Abandoned – 1:08
2. An Act of God – 4:04
3. The Age of No Light – 3:39
4. Noose of Thorns – 5:12
5. Shed the Light – 3:37
6. Blooded – 3:15
7. Overtures of the Wicked – 3:44
8. Immoral Stain – 4:03
9. Incineration Procession – 3:47
10. Broken Prey – 3:03
11. Derelict of Spirit – 4:12
12. When Halos Burn – 3:08
13. Let the Darkness In – 3:28
14. And the Flames Wept – 1:38
15. Apostle – 4:17

## Formazione
- Ross Dolan – basso, voce
- Alex Bouks – chitarra
- Robert Vigna – chitarra
- Steve Shalaty – batteria